# Saint-Aignan (Sarthe)
Saint-Aignan è un comune francese di 253 abitanti situato nel dipartimento della Sarthe nella regione dei Paesi della Loira.

## Società

### Evoluzione demografica
Abitanti censiti